# Gerald R. Ford International Airport

i7
i11
i13
Der Gerald R. Ford International Airport (IATA-Code: GRR, ICAO-Code: KGRR) ist der internationale Flughafen der Großstadt Grand Rapids im US-Bundesstaat Michigan.

## Lage und Verkehrsanbindung
Der Gerald R. Ford International Airport befindet sich 15 Kilometer südöstlich des Stadtzentrums von Grand Rapids. Nordöstlich des Flughafens verläuft die Interstate 96 und südlich die M-6, beide Straßen sind durch ein östlich des Flughafens liegendes Dreieck miteinander verbunden. Westlich des Flughafens verläuft außerdem die M-37.
Der Flughafen wird durch Busse in den Öffentlichen Personennahverkehr eingebunden, die Route 17 des Anbieters The Rapid verbindet den Flughafen regelmäßig mit dem Stadtzentrum.

## Geschichte
Im Sommer 1958 entschied das Board of Supervisors des Kent County, das bisherige Flugfeld durch einen neuen Flughafen in Cascade Township zu ersetzen. Nachdem der Flugbetrieb bereits am 23. November 1963 an den neuen Standort übertragen wurde, folgte am 6. Juni 1964 die feierliche Einweihung des Kent County Airport, unter anderem mit einer Vorführung der Blue Angels.
Am 27. Januar 1977 erhielt der Flughafen ein Büro des Zolls und bezeichnete sich seitdem als Kent County International Airport. Die 1982 eröffnete, auf 10.000 ft (3.048 m) verlängerte Start- und Landebahn 08R/26L erlaubt es, auch Großraumflugzeuge wie die Boeing 747 abzufertigen und im Jahr 1984 nutzten den Flughafen erstmals mehr als eine Million Passagiere.
In den 1990er Jahren wuchs der Flughafen weiter, 1994 gab es 150 tägliche Verbindungen zu 13 Zielen. Im gleichen Jahr wurde die Erweiterung der zweiten Start- und Landebahn abgeschlossen, die 1997 um eine in Nord-Süd-Richtung verlaufende Bahn ergänzt wurde. Ziel war es, die bestehende Bahn 08R/26L im laufenden Betrieb renovieren zu können und größere Flexibilität zu erlangen.
1999 wurde das neue Frachtzentrum errichtet, im gleichen Jahr erhielt der Flughafen zu Ehren des früheren Präsidenten Gerald Ford, der den Kongresswahlbezirk fast 25 Jahre im Repräsentantenhaus vertrat, seinen heutigen Namen.

## Flughafenanlagen
Der Gerald R. Ford International Airport hat eine Gesamtfläche von 1.265 Hektar.

### Start- und Landebahnen
Der Gerald R. Ford International Airport verfügt über drei Start- und Landebahnen. Die längste Start- und Landebahn trägt die Kennung 08R/26L, ist 3.048 Meter lang und 46 Meter breit. Die Querwindbahn 17/35 ist 2.591 Meter lang und 46 Meter breit. Die Start- und Landebahn 08L/26R ist 1.524 Meter lang und 30 Meter breit. Die Start- und Landebahnen 08R/26L und 17/35 werden von der kommerziellen Luftfahrt genutzt und sind mit einem Betonbelag ausgestattet, während die Start- und Landebahn 08L/26R der allgemeinen Luftfahrt dient und mit einem Belag aus Asphalt ausgestattet ist. Die Start- und Landebahn 08L/26R wurde erst zwischen 1972 und 1973 errichtet, während die anderen Start- und Landebahnen bereits bei der Eröffnung des Flughafens vorhanden waren. Alle Start- und Landebahnen wurden jedoch zwischenzeitlich erweitert.

### Terminal
Der Gerald R. Ford International Airport verfügt über ein Passagierterminal mit zwei Concourses und einer Grundfläche von 297.565 Quadratfuß beziehungsweise 27.645 Quadratmetern. Dieses ist mit 15 Flugsteigen und 15 Fluggastbrücken ausgestattet. Das Passagierterminal wurde zusammen mit dem Flughafen 1963 eröffnet, allerdings wurde es mehrfach erweitert.

#### Concourse A
Concourse A ist mit sieben Flugsteigen ausgestattet, diese tragen die Bezeichnungen A1 bis A7.

#### Concourse B
Concourse B ist mit acht Flugsteigen ausgestattet, diese tragen die Bezeichnungen B1 bis B8.

### Sonstige Einrichtungen
Der Kontrollturm befindet sich auf dem Passagierterminal wurde ebenfalls im Jahr 1963 zusammen mit dem Flughafen in Betrieb genommen.
Die Frachtfluggesellschaften FedEx und UPS Airlines verfügen über Frachtterminals am Flughafen.

## Fluggesellschaften und Ziele
Der Gerald R. Ford International Airport wird von den Fluggesellschaften Allegiant Air, American Airlines/American Eagle, Delta Air Lines/Delta Connection, Frontier Airlines, Southwest Airlines und United Airlines/United Express genutzt. Die größten Marktanteile bei den Passagieren haben dabei Delta Air Lines, Southwest Airlines und Allegiant Air.
Am Gerald R. Ford International Airport bestehen Direktflugverbindungen zu Zielen innerhalb der Vereinigten Staaten. Es werden vor allem größere Drehkreuze angeflogen.

## Verkehrszahlen
Im Jahr 2018 entfielen etwa zwei Drittel der Flugbewegungen auf die Allgemeine Luftfahrt, Zubringer, Charterflüge (Air Taxi) und die Militärische Luftfahrt.
| Jahr | Passagierzahlen | Luftfracht (Tonnen) (mit Luftpost) | Flugbewegungen |
| ---- | --------------- | ---------------------------------- | -------------- |
| 2018 | 3.265.242       | 41.297                             | 84.023         |
| 2017 | 2.811.622       | 40.046                             | 82.432         |
| 2016 | 2.653.630       | 39.046                             | 81.558         |
| 2015 | 2.550.193       | 37.464                             | 76.256         |
| 2014 | 2.335.105       | 37.234                             | 75.128         |
| 2013 | 2.237.979       | 36.469                             | 75.998         |
| 2012 | 2.134.956       | 36.846                             | 85.306         |
| 2011 | 2.275.332       | 36.608                             | 87.545         |
| 2010 | 2.185.924       | 36.151                             | 87.073         |
| 2009 | 1.771.465       | 34.725                             | 87.883         |
| 2008 | 1.809.445       | 43.178                             | 97.501         |
| 2007 | 1.990.896       | 41.681                             | 101.378        |
| 2006 | 2.015.846       | 39.590                             | 112.608        |
| 2005 | 2.090.505       | 39.238                             | 112.314        |
| 2004 | 2.150.125       | 36.077                             | 116.455        |
| 2003 | 1.976.833       | 33.482                             | 110.128        |

### Verkehrsreichste Strecken
| Rang | Stadt                             | Passagiere | Fluggesellschaften          |
| ---- | --------------------------------- | ---------- | --------------------------- |
| 01   | Chicago-O’Hare, Illinois          | 250.200    | American, United            |
| 02   | Atlanta, Georgia                  | 219.380    | Delta                       |
| 03   | Detroit, Michigan                 | 174.020    | Delta                       |
| 04   | Minneapolis-Saint Paul, Minnesota | 154.760    | Delta                       |
| 05   | Denver, Colorado                  | 121.200    | Frontier, Southwest, United |
| 06   | Chicago-Midway, Illinois          | 116.040    | Southwest                   |
| 07   | Dallas/Fort Worth, Texas          | 072.420    | American                    |
| 08   | Orlando, Florida                  | 050.540    | Frontier, Southwest         |
| 09   | Orlando-Sanford, Florida          | 047.830    | Allegiant                   |
| 10   | Charlotte, North Carolina         | 045.490    | American                    |